# Lymire flavidorsia
Lymire flavidorsia là một loài bướm đêm thuộc phân họ Arctiinae, họ Erebidae.